# Peluda del Japó
La peluda del Japó (Arnoglossus japonicus) és un peix teleosti de la família dels bòtids i de l'ordre dels pleuronectiformes.

## Morfologia
Pot arribar als 17 cm de llargària total.

## Distribució geogràfica
Es troba des de les costes del sud del Japó fins a la Mar de la Xina Meridional. També a Nova Caledònia i al nord-oest d'Austràlia.